# Гибкино
Гибкино — деревня в составе Малаховского муниципального образования в северо-западной части Заокского района Тульской области.

## Название
В настоящее время не удалось обнаружить источников, достоверно описывающих происхождение названия деревни. Удивительным является тот факт, что название деревни уникально — это единственная деревня в России с таким названием.

## Местоположение
Деревня расположена примерно в 100 км к югу от Москвы, в 10 км от реки Ока, на берегу реки Скнижка или Скнига. Примыкает к населенному пункту Малахово-2 и деревне Галкино.
Ближайшие города: Серпухов, Пущино, Алексин,Ясногорск, Тула.
В этой местности проходит полоса широколиственных лесов, названная «Тульские засеки» – полоса широколиственных лесов (дубравы с липой, клёном, ясенем, ильмом и др.), проходящая по границе с лесостепной зоной на юге. В XVI—XVII веках эти леса служили защитой южных границ Российского государства от набегов татар и находились под особой охраной. Засеки представляли собой полосу непроходимых лесов на границе лесостепи и степи. В засечных лесах деревья особым образом подрубались, чтобы препятствовать движению всадников и конных обозов.
Тульские Засеки составляли часть древней Большой Засечной черты и считаются крупнейшим оборонительным сооружением Древней Руси. Сейчас эти леса, выполняющие санитарно-оздоровительную функцию, составляют государственный лесной фонд.

## Климат
Климат в деревне Гибкино — умеренно континентальный, с характерной для этого типа климата холодной зимой и теплым летом. Значение среднегодовой температуры составляет +5 °C. Период с положительными температурами продолжается 220—250 дней.

## История
Во время Великой Отечественной войны в ноябре-декабре 1941 года здесь велись ожесточённые бои. Наступление немецкой армии было остановлено в нескольких километрах от деревни. Недалеко от деревни находятся несколько памятников и братских могил времён Великой Отечественной войны.

## Население
| 2010 |
| ---- |
| 21   |

Бо́льшая часть населения в настоящее время — дачники, приезжающие на выходные или летом.

## Транспортное сообщение
- На автомобиле: по трассе М2 (новое Симферопольское шоссе);
- На электричке: из Москвы с Курского вокзала в Курском направлении до станции Тарусская, далее на автобусе или пешком;
- На маршрутном такси из Москвы от автовокзала у метро Красногвардейская (на Алексин).

## Культурная и спортивная жизнь
В 2018 году, по договорённости с местной администрацией, в деревне началось строительство спортивной площадки Вкус Детства  с трассой для фрирайда. На заброшенном участке команда байкеров "Roll All Day" обустраивает "спот" для катания и вело-трюков. Планируется обустроить здесь и детскую площадку. Жители считают, что новое общественное пространство станет точкой роста для деревни.

## Русская православная церковь
- В 6 километрах находится село Александровка, в котором сохранились остатки старого Храма, разрушенного в 20-е годы 20 века.
- В 8 километрах расположена деревня Яковлево, в которой находятся остатки разрушенного Свято-Казанского Храма, строительство которого относится к середине 16 века.

## Достопримечательности
- В 10 километрах находится деревня Болотово, связанная с именем великого русского ученого-агронома А. Т. Болотова. Андрей Болотов

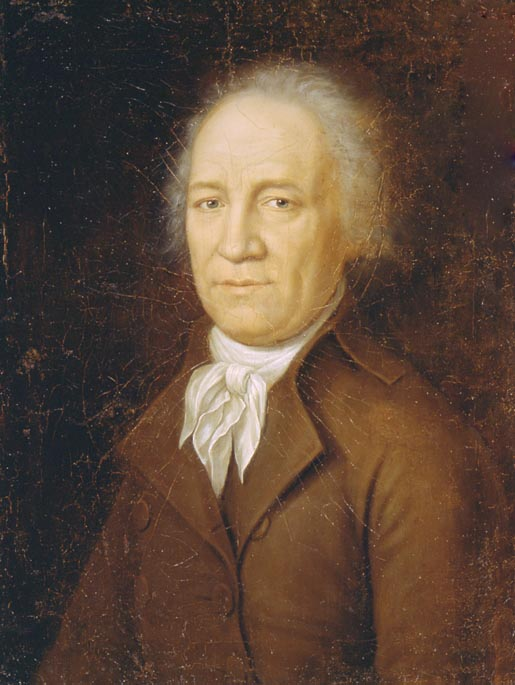
Андрей Болотов

Ранее в Болотово жили крестьяне ученого, а его родовое поместье находилось неподалеку, в деревне Дворяниново, где в настоящее время работает Музей, в котором можно ознакомиться с предметами быта и трудами учёного.
- В 12-ти километрах от деревни находится Музей-усадьба В. Д. Поленова. Портрет Поленова кисти Репина

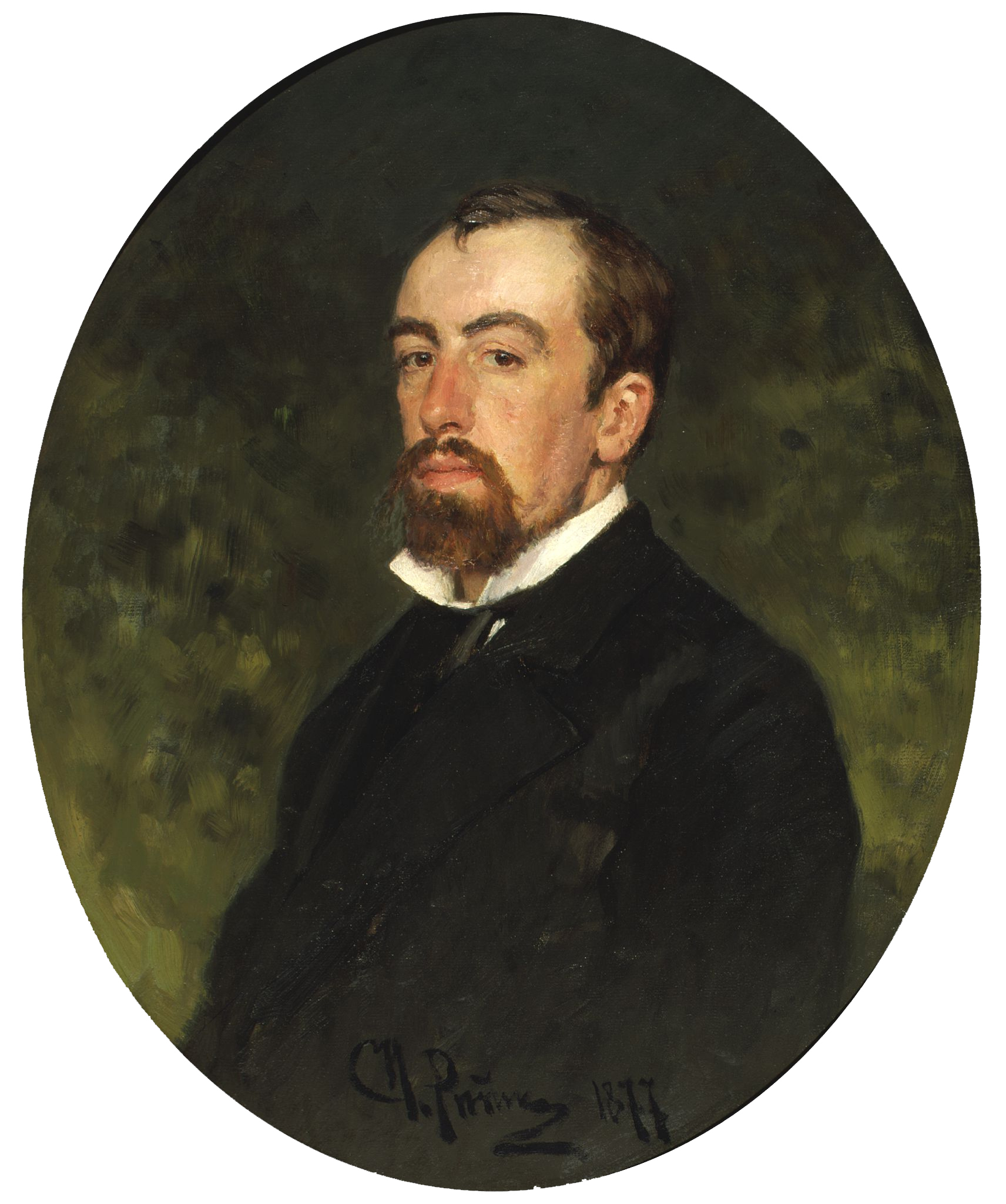
Портрет Поленова кисти Репина

Музей был открыт для посетителей после революции, с 30-х годах 20 века на месте Дома художника, построенного в конце 19 века по чертежам самого Поленова. По инициативе этого великого русского художника в начале 20 века для крестьян была построена Церковь Святой Троицы, которая по сей день является действующей. Этот Храм расположен всего в 10 километрах от Гибкино, в поселке Бёхово, на высоком берегу Оки.
- В 5 километрах, в селе Савино расположен музейный комплекс, посвящённый 100-летию подвига «Варяга», где похоронен герой русско-японской войны, капитан крейсера «Варяг» Всеволод Фёдорович Руднев.